# Audouinia
Audouinia es un género monotípico de planta  perteneciente a la familia Bruniaceae. Su única especie Audouinia capitata es originaria de Sudáfrica.

## Descripción
Es un arbusto enano perennifolio que alcanza un tamaño de  0.3 - 0.6 metros a una altitud de  105 - 610 metros en Sudáfrica.

## Taxonomía
Audouinia capitata fue descrita por (L.) Brongn. y publicado en Annales des Sciences Naturelles (Paris) 8: 384, t. 38. 1826.
Sinonimia
- Diosma capitata L.
- Pavinda capensis Retz. ex Steud.[3]